# Barbara Gregorová
Barbara Gregorová, rozená Vrbová, (* 23. března 1980 Třebíč) je česká divadelní dramaturgyně, členka Skandinávského domu, spoluautorka několika knih a editorka. Působí jako dramaturgyně činohry Národního divadla Brno a šéfdramaturgyně festivalu Divadelní svět Brno.

## Život a dílo
Po absolvování Vyšší odborné školy a Střední odborné školy informačních a knihovnických služeb v Brně studovala v letech 1998–2003 činoherní dramaturgii v ateliéru Bořivoje Srby na Divadelní fakultě Janáčkovy akademie múzických umění (JAMU) v Brně, doktorské studium dramaturgie a autorské tvorby ukončila na téže fakultě v roce 2007. V letech 2003–2006 studovala nordistiku na Filozofické fakultě Masarykovy univerzity v Brně, bakalářské studium ukončila prací Svět divadla v tvorbě Edvarda Muncha, zkráceně na toto téma vyšel článek „Munch a Ibsen: vzájemné inspirace“ ve Sborníku ibsenovských studií, který vydalo nakladatelství Elg v roce 2006. V letech 1995–2005 byla členkou Studia Dům Evy Tálské.
V období let 2002–2012 pracovala jako dramaturgyně v Divadle Husa na provázku, spolupracovala především s Vladimírem Morávkem, dále s Janem Antonínem Pitínským, Jiřím Jelínkem, Martinem Hubou a Janem Mikuláškem, vytvářela dramaturgické koncepty festivalů divadla. V letech 2011–2014 pracovala jako koordinátorka stážistů a projektu Občan 2.0, od roku 2017 do roku 2019 působila jako manažerka lidských zdrojů skupiny Frank Bold.[ve zdroji nenalezeno] Dramaturgyní Národního divadla v Brně je od roku 2018.
Participovala autorsky na knize Eva Tálská aneb se mnou smrt a kůň (2011) a na knize 2. divadelní výprodej Studia Dům při Divadle Husa na provázku (2002). Do knihy Překrásný příběh 1999–2019 (2017) autorů Lucie Němečkové a Vladimíra Morávka přispěla několika články. Společně s Jiřím Jelínkem připravila pro děti Andělský adventní kalendář (2015). V edici doktorských prací vyšla knižně její disertační práce Pohybové divadlo neslyšících Zoji Mikotové (2008). Jako členka Skandinávského domu moderuje literární večery se skandinávskými spisovateli. Editorsky se podílela na knize Česká vize. Hledání identity 21. století (2009). a na knize Sto roků kobry (2016).
Od roku 2022 je šéfdramaturgyní festivalu Divadelní svět Brno.